# أمين سلام
أمين سلام محامٍ دولي واقتصادي وسياسي لبناني، يشغل منصب وزير الاقتصاد والتجارة في حكومة نجيب ميقاتي منذ سبتمبر 2021.